# Rocce sedimentarie organogene
Le rocce sedimentarie organogene sono rocce sedimentarie formate da sedimenti derivanti, in diversi modi, dagli organismi viventi. Contengono molto spesso scheletri, gusci o resti vegetali, che alla morte degli organismi vengono depositati. In alcuni casi, invece, si tratta di strutture prodotte da organismi costruttori durante la loro vita, oppure di sostanze organiche che nel corso della diagenesi vengono trasformate in particolari sostanze organiche, quali petrolio e carbone.

## Principali tipi
Le principali rocce organogene sono: rocce carbonatiche organogene, rocce silicee organogene, rocce fosfatiche e rocce combustibili.

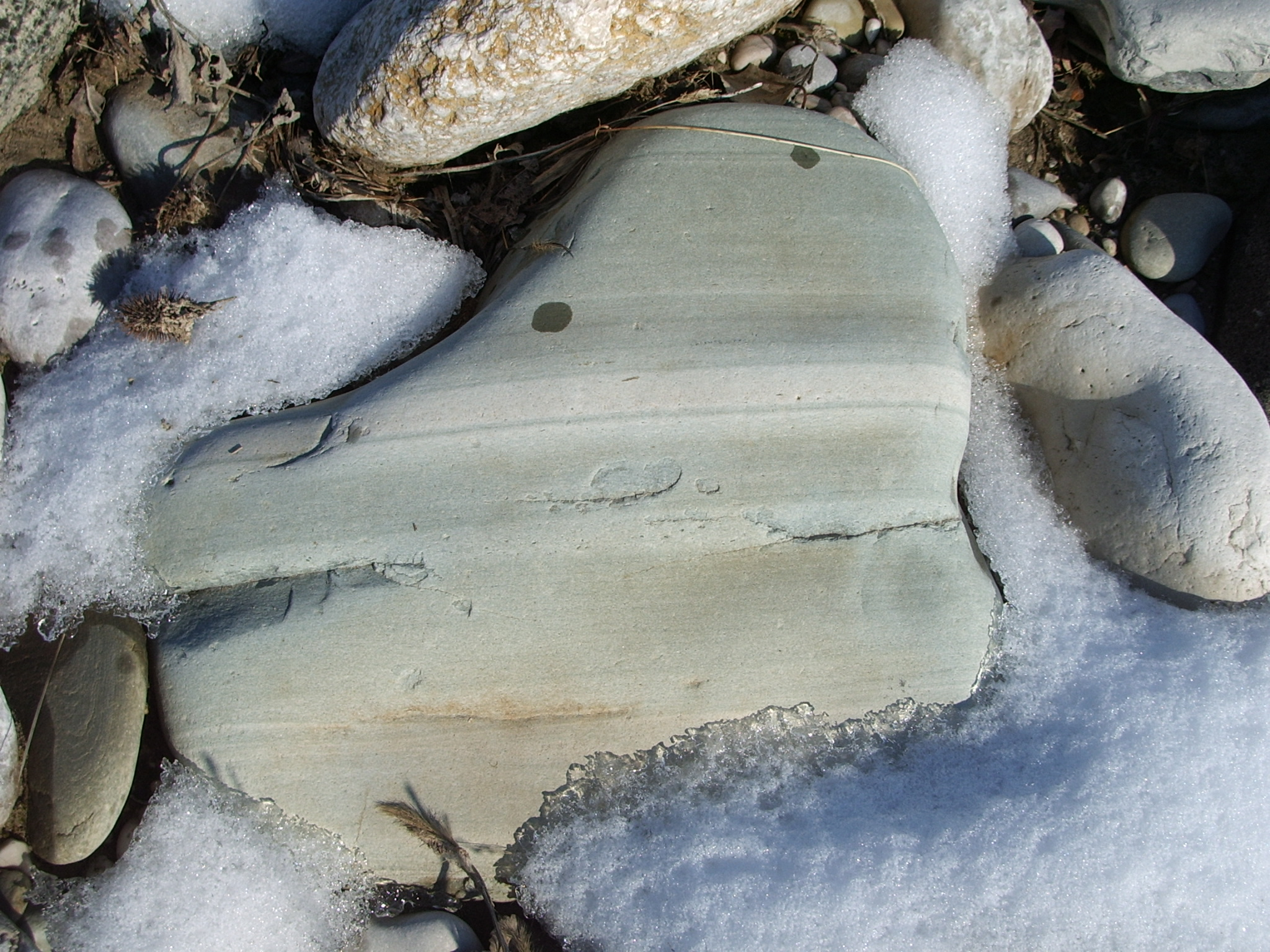
Pietra di calcare organogeno sul greto del Piave.

Rocce carbonatiche organogene: comprendono calcari e dolomie. I calcari organogeni si formano per lo più in ambiente marino e derivano dall'accumulo di resti di organismi unicellulari o di gusci calcarei come le conchiglie o i gusci degli invertebrati. I gusci sono formati prevalentemente da carbonato di calcio (CaCO3), minerale noto come calcite, e sono tra le rocce organogene più importanti. Questi calcari possono formarsi principalmente ad opera di due diversi tipi di organismi:
- Fitoplancton: gli organismi fotosintetici prelevano l'anidride carbonica disciolta in acqua e fanno precipitare il carbonato di calcio, il quale viene poi trattenuto ed accumulato dagli stessi cianobatteri e batteri, che formano delle strutture carbonatiche a strati chiamate stromatoliti.

- Organismi costruttori: sono ad esempio i coralli e le alghe calcaree che popolano le scogliere coralline dei mari tropicali. I polipi dei coralli, durante tutta la loro vita, prelevano il carbonato di calcio disciolto in acqua e lo fissano, creando le strutture delle costruzioni coralline.

Le dolomie sono rocce carbonatiche molto simili a calcari, ma molto meno abbondanti; sono costituite per almeno il 50% dal minerale dolomite la cui formula è CaMg(CO3)2. Tali rocce sono spesso di colore chiaro, rosato o grigiastro e si formano per un processo di diagenesi in rocce calcaree in cui sono presenti soluzioni acquose ricche di magnesio; durante questo lento processo, chiamato dolomitizzazione dei calcari, gli ioni magnesio sostituiscono gli ioni calcio.
Rocce silicee organogene: derivano dai resti di organismi marini che utilizzano la silice per la costruzione dei loro gusci e dei loro scheletri. Alla loro morte i resti si accumulano sul fondale e, dopo essere andati incontro a diagenesi, si trasformano in rocce. Tra gli organismi più importanti riscontriamo le diatomee, che generano diatomiti; i radiolari, che formano le radiolariti; e infine le spugne, che hanno delle strutture silicee (spicole), danno origine alle spongoliti.
Rocce fosfatiche: derivano dall'accumulo delle ossa dei vertebrati o dall'accumulo di escrementi di uccelli marini, detto guano. Contengono il fosfato di calcio Ca3(PO4)2
Rocce combustibili: comprendono carboni e idrocarburi. I carboni si formano in ambienti privi di ossigeno, presenti nel sottosuolo. In assenza di ossigeno vivono i batteri anaerobi, i quali si nutrono di queste sostanze, privandoli sempre più di acqua e lasciando via via sempre più carbonio. Infine, anche l'enorme pressione, dovuta alla profondità a cui si trovano i materiali, contribuisce a modificare il materiale di partenza. I carboni più noti sono la torba, la lignite, la litantrace e l'antracite. Gli idrocarburi derivano dall'azione di decomposizione dei resti degli organismi vegetali ed animali operata da batteri presenti nei sedimenti argillosi impermeabili e sottratti al contatto diretto con l'ossigeno. Il petrolio è l'idrocarburo più conosciuto e può essere considerato come una roccia fluida, miscela di idrocarburi solidi, liquidi e gassosi.